# ستيفان سميليانيتش
ستيفان سميليانيتش (بالسلوفينية: Stefan Smiljanić)‏ هو لاعب كرة قدم سلوفيني في مركز نصف الجناح، ولد في 10 يوليو 1991 في سوبتيتسا في صربيا. لعب مع نادي أولمبيا ليوبليانا وهانوفر 96.

## وصلات خارجية
- ستيفان سميليانيتش على موقع قاعدة بيانات كرة القدم.إي يو (الإنجليزية)
- ستيفان سميليانيتش على موقع Soccerway.com (الإنجليزية)
- ستيفان سميليانيتش على موقع عالم كرة القدم.نت (الإنجليزية)